# Centro de Interpretación de Santa Teresa de Jesús
El Centro de Interpretación de Santa Teresa de Jesús (Carmelitas Descalzas) es un lugar de espiritualidad dedicado a las "Moradas del Castillo Interior" de Teresa de Jesús. Se trata de un centro dedicado a la experiencia espiritual y el estudio literario y artístico que tiene por fundamento la obra Las moradas o Castillo interior (1577) de Santa Teresa. Pertenece al Convento de Carmelitas Descalzas situado en la localidad de Villanueva de la Jara, en la Provincia de Cuenca. Fue inaugurado el 21 de febrero de 2015.

## Concepto y finalidad

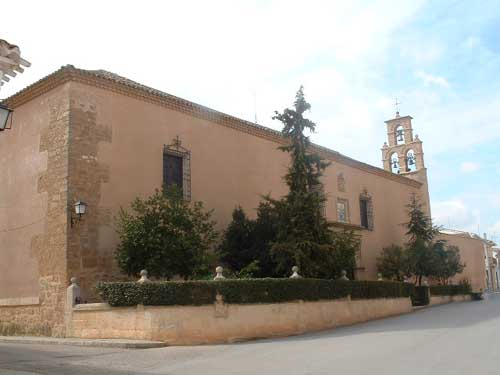
Convento de las Carmelitas Descalzas

Se trata de un singular centro destinado a la experiencia espiritual sobre la base de las siete "moradas" de Santa Teresa. A este fin dispone de un espacio regido por ese orden sucesivo a través de la pintura, la luz y los textos que explican el contenido del libro de la Santa. Constituye, pues, un recorrido por siete estancias como itinerario del espíritu humano, vivencias para propiciar la unión del alma con Dios.
	En la creación de este centro de interpretación intervinieron la pintora Ana Queral, mexicana afincada en Madrid; los arquitectos Manuel Cuadrado y Luciano Moreno, el entonces capellán de las monjas Carmelitas, Jesús Muñoz Plaza, y las propias Carmelitas Descalzas. Es finalidad del centro el estudio y difusión de la obra de Teresa de Jesús en general y del libro de Las moradas en particular. Se estableció como centro público en 2015, con motivo del V Centenario del nacimiento de Teresa de Jesús, en esta fundación de la Santa con el propósito de acercar su figura a la vida de nuestro tiempo.
	Desde entonces se ofrece como un espacio de encuentro entre la religión, la literatura y el arte para quienes se proponen experimentar o descubrir la dimensión espiritual del ser humano.

## Las siete moradas  y el conjunto monumental del entorno
El gran número pitagórico utilizado por la Santa ha sido reconstruido por este convento de Carmelitas descalzas como renovado proyecto de experiencia transitable, visualmente experimental. Es el "castillo interior" del alma cristiana definida por la compañera del otro gran maestro de la espiritualidad española, la poesía y la mística literaria, San Juan de la Cruz. 
El centro se encuentra situado en la localidad conquense de Villanueva de la Jara, conjunto arquitectónico monumental, principalmente del siglo XVI pero que alcanza hasta finales del XIX. El conjunto denominado de Santa Ana, titular del Monasterio, data de febrero de 1580. Santa Teresa dejó allí como alma de la Comunidad a la Venerable Ana de San Agustín, quien más tarde sería Priora y llevó a cabo la construcción del convento, a partir de la primitiva ermita, y la construcción del templo que hoy se conserva.